# Herman Kruyder

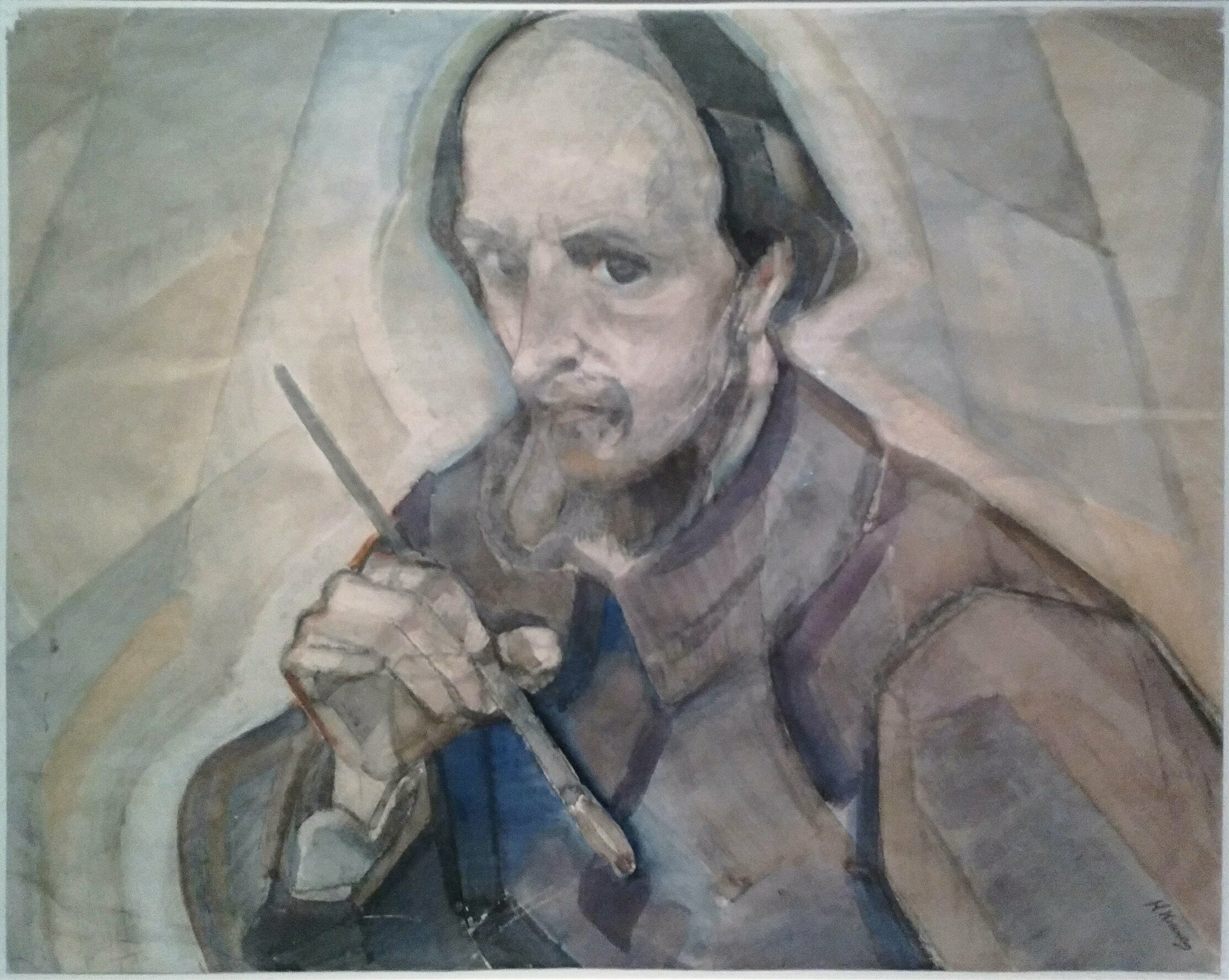
Autorretrato con pincel, 1917, Ámsterdam, Rijksmuseum.

Herman Kruyder (Lage Vuursche, 7 de junio de 1881-Ámsterdam, 29 de abril de 1935) fue un pintor holandés. 
Formado como vidriero en la Escuela de Artes Aplicadas de Haarlem, en 1907 comenzó en los alrededores de Haarlem y Heemstede a dibujar y pintar paisajes. Inspirado por el cubismo y el expresionismo, desarrolló su propio estilo, caracterizado por los colores intensos. En 1926 se trasladó a Blaricum, donde trabajó en un estilo realista. Debido a una depresión, su obra se volvió más sombría y desolada. 